# Výzkumný ústav technicko-ekonomický chemického průmyslu
Výzkumný ústav technicko-ekonomický chemického průmyslu existoval v letech 1956–1990 a fungoval jako oborové (OBIS) a odvětvové (ODIS) informační středisko chemického průmyslu a střediska VTEI obor ekonomického rozvoje a řízení chemické výroby. Dále realizoval dokumentační, publikační a rešeršní aktivitu. Sídlo měl v pražské Žitné ulici.